# Język banen
Język banen albo tunen − język z rodziny bantu, używany w Kamerunie. W 1982 roku liczba mówiących wynosiła ok. 35 tysięcy.